# Terence Bayler
Terence Bayler (Wanganui, 24 gennaio 1930 – Londra, 2 agosto 2016) è stato un attore neozelandese.

## Carriera
Nato da Amy Allomes ed Harold Bayler, un macchinista, Terence Bayler ha debuttato come attore nel film neozelandese del 1952 Broken Barrier.
Nel 1971 ha fatto un'apparizione notevole nell'adattamento di Roman Polański del Macbeth di Shakespeare, interpretando Mcduff. Qualche anno dopo, nel 1979, ha avuto un piccolo ruolo come Gregory in Brian di Nazareth, mentre nel 1981 ha interpretato Lucien nella terza opera da regista del membro dei Monty Python Terry Gilliam, I banditi del tempo. Per lo stesso regista ha interpretato nel 1985 il presentatore Tv della 'Central Services' nella scena di apertura di Brazil. In anni molto più recenti, ha partecipato alla serie di film di Harry Potter nel ruolo del Barone Sanguinario, il fantasma della casa di Serpeverde di Hogwarts.
Per quanto riguarda la televisione, dal 1975 ha iniziato ad apparire nelle due stagioni della serie televisiva di Eric Idle Rutland Weekend Television, sulla BBC. Nel 1978 ha interpretato Leggy Mountbatten, manager di una finta band parodia dei Beatles, i Rutles, nel film tv americano All You Need Is Cash. Successivamente, Idle lo scelse anche per recitare in uno spettacolo teatrale, Pass The Butler.

## Filmografia parziale
- Broken Barrier, regia di John O'Shea (1952)
- Macbeth (The Tragedy of Macbeth), regia di Roman Polański (1971)
- Rutland Weekend Television - serie TV, 4 episodi (1975-1976)
- The Rutles: All You Need is Crash - film TV (1978)
- Brian di Nazareth (Life of Brian), regia di Terry Jones (1979)
- I banditi del tempo (Time Bandits), regia di Terry Gilliam (1981)
- Brazil, regia di Terry Gilliam (1985)
- Alla ricerca della pietra di cristallo (Crystalstone), regia di Antonio Peláez (1987)
- Quel che resta del giorno (The Remains of the Day), regia di James Ivory (1993)
- Harry Potter e la pietra filosofale (Harry Potter and the Sorcerer's Stone), regia di Chris Columbus (2001)

## Doppiatori italiani
- Massimo Lodolo in Brazil